# The Mark of Cain (banda)
The Mark of Cain é uma banda australiana de hard rock/metal alternativo. A banda foi formada em Adelaide, Austrália Meridional.
O estilo da banda já foi ligado ao Helmet e a Rollins Band, porém, o grupo foi formado antes dessas duas bandas, e segundo os próprios integrantes, a banda foi influenciada pelo trabalho do Joy Division e também pelo hardcore estadunidense.
A banda foi formada em 1984, pelos irmãos John Scott (guitarra) e Kim Scott (baixo), com Rod Archer no papel de vocalista e Roger Crisp na bateria. Porém, com a saída do vocalista Rod Archer, o guitarrista John Scott assumiu o vocal. A banda se mantém um trio desde então.
A banda já teve mais de 15 bateristas diferentes. Atualmente, o baterista da banda é John Stanier, célebre por seu trabalho no Helmet, e que atualmente toca também no Tomahawk e Battles.

## Discografia
- 1989 - Battlesick (Dominator Records)
- 1990 - The Unclaimed Prize (Dominator Records)
- 1993 - Incoming (EP) (Dominator Records)
- 1995 - Ill at Ease (rooArt)
- 1996 - Rock and Roll (compilation) (rooArt)
- 1998 - The Complete Recordings 88 - 98 (anthologie) (BMG)
- 2001 - This is This (BMG)
- 2012 - Songs of the Third and Fifth (Feel Presents)